# Adam Fahrner
Adam Fahrner (nacido el 10 de octubre de 1873 en Eger, Austria-Hungría; fallecido el 8 de mayo de 1945 en Praga) fue un sindicalista y político austriaco-checoslovaco del Partido Obrero Alemán (DAP), el Partido Nacional Alemán (DnP) y el Partido Nacionalsocialista Obrero Alemán Checoslovaco (DNSAP).

## Educación y carrera
Tras cursar estudios primarios, fue a un Gymnasium de gramática y más tarde a la universidad. Llegó a ser contable superior en el Ministerio de Comercio de Praga.
Fahrner fue llevado al campo de internamiento de Praga-Motol por la milicia checa el 8 de mayo de 1945 y desde entonces se encontraba en paradero desconocido. Fue declarado muerto por el tribunal del distrito de Amberg en 1975.

## Funciones políticas
- Miembro de la Dirección Estatal del Partido Obrero Alemán en Bohemia
- Miembro del Partido Nacional Socialista Obrero Alemán en Checoslovaquia. En 1929 abandonó el partido en protesta contra la radicalización.[1][2]
- Vicepresidente de la Asociación de Funcionarios de la Nación Alemana en Bohemia

## Mandatos políticos
- 1911-1918: diputado en el Reichsrat (XII legislatura), circunscripción Bohemia 104, Deutscher Nationalverband (Partido Obrero Alemán)[3]
- 21 de octubre de 1918 al 16 de febrero de 1919: Miembro de la Asamblea Nacional Provisional, DnP
- 1920-1929: Miembro del Senado del Parlamento checoslovaco